# Ismael Govea
Ismael Govea Solórzano (Buenavista, Michoacán; 20 de febrero de 1997) es un futbolista mexicano. Su posición es Defensa central o Lateral derecho y anteriormente formo parte del Club Santos Laguna de la Liga MX.

## Trayectoria

### Club Tijuana
El 15 de julio de 2022 se hizo oficial su préstamo al Club Tijuana.

## Selección nacional

### Categorías inferiores
Fue convocado para el Torneo Esperanzas de Toulon de 2018 por Marco Antonio Ruiz.
El 30 de junio de 2019 Govea es incluido en la lista definitiva de jugadores qué disputarían el Juegos Panamericanos 2019 en Perú.
Fue convocado para el Torneo Esperanzas de Toulon de 2019 por Jaime Lozano.

### Participaciones en fases finales
| Torneo                              | Categoría | Sede    | Resultado    | Partidos | Goles |
| ----------------------------------- | --------- | ------- | ------------ | -------- | ----- |
| Torneo Esperanzas de Toulon de 2018 | Sub-21    | Francia | Subcampeón   | 3        | 0     |
| Juegos Panamericanos 2019           | Sub-22    | Perú    | Tercer lugar | 4        | 0     |
| Torneo Esperanzas de Toulon de 2019 | Sub-23    | Francia | Tercer lugar | 4        | 1     |

## Estadísticas

### Clubes
Actualizado al último partido jugado el 21 de abril de 2025.
| Atlas F. C. · México              | 1.ª                 | 2018                | 7   | 0 | 2  | 0 | - | - | 9   | 0 | 0.00 |
| Atlas F. C. · México              | 1.ª                 | 2018-19             | 27  | 0 | 6  | 0 | - | - | 33  | 0 | 0.00 |
| Atlas F. C. · México              | 1.ª                 | 2019-20             | 22  | 2 | 2  | 0 | - | - | 24  | 2 | 0.08 |
| Atlas F. C. · México              | Total               | Total               | 56  | 2 | 10 | 0 | 0 | 0 | 66  | 2 | 0.02 |
| C. Santos Laguna · México         | 1.ª                 | 2020-21             | 7   | 0 | -  | - | - | - | 7   | 0 | 0.00 |
| C. Santos Laguna · México         | 1.ª                 | 2021-22             | 9   | 0 | -  | - | 2 | 0 | 11  | 0 | 0.00 |
| C. Santos Laguna · México         | 1.ª                 | 2023-24             | 26  | 0 | -  | - | 1 | 0 | 27  | 0 | 0.00 |
| C. Santos Laguna · México         | 1.ª                 | 2024-25             | 16  | 0 | -  | - | 1 | 0 | 17  | 0 | 0.00 |
| C. Santos Laguna · México         | Total               | Total               | 58  | 0 | 0  | 0 | 4 | 0 | 62  | 0 | 0.00 |
| C. Tijuana · México               | 1.ª                 | 2022-23             | 27  | 0 | -  | - | - | - | 27  | 0 | 0.00 |
| C. Tijuana · México               | Total               | Total               | 27  | 0 | 0  | 0 | 0 | 0 | 27  | 0 | 0.00 |
| Total en su carrera               | Total en su carrera | Total en su carrera | 141 | 2 | 10 | 0 | 4 | 0 | 155 | 2 | 0.02 |
| (1) Incluye datos de Copa México. |                     |                     |     |   |    |   |   |   |     |   |      |